# Gaspar Oswald
Gaspar Oswald (Iglau, 25 febbraio 1729 – Vác, 22 ottobre 1781) è stato un religioso e architetto ungherese.
Era frate operaio scolopio professo di origine morava.

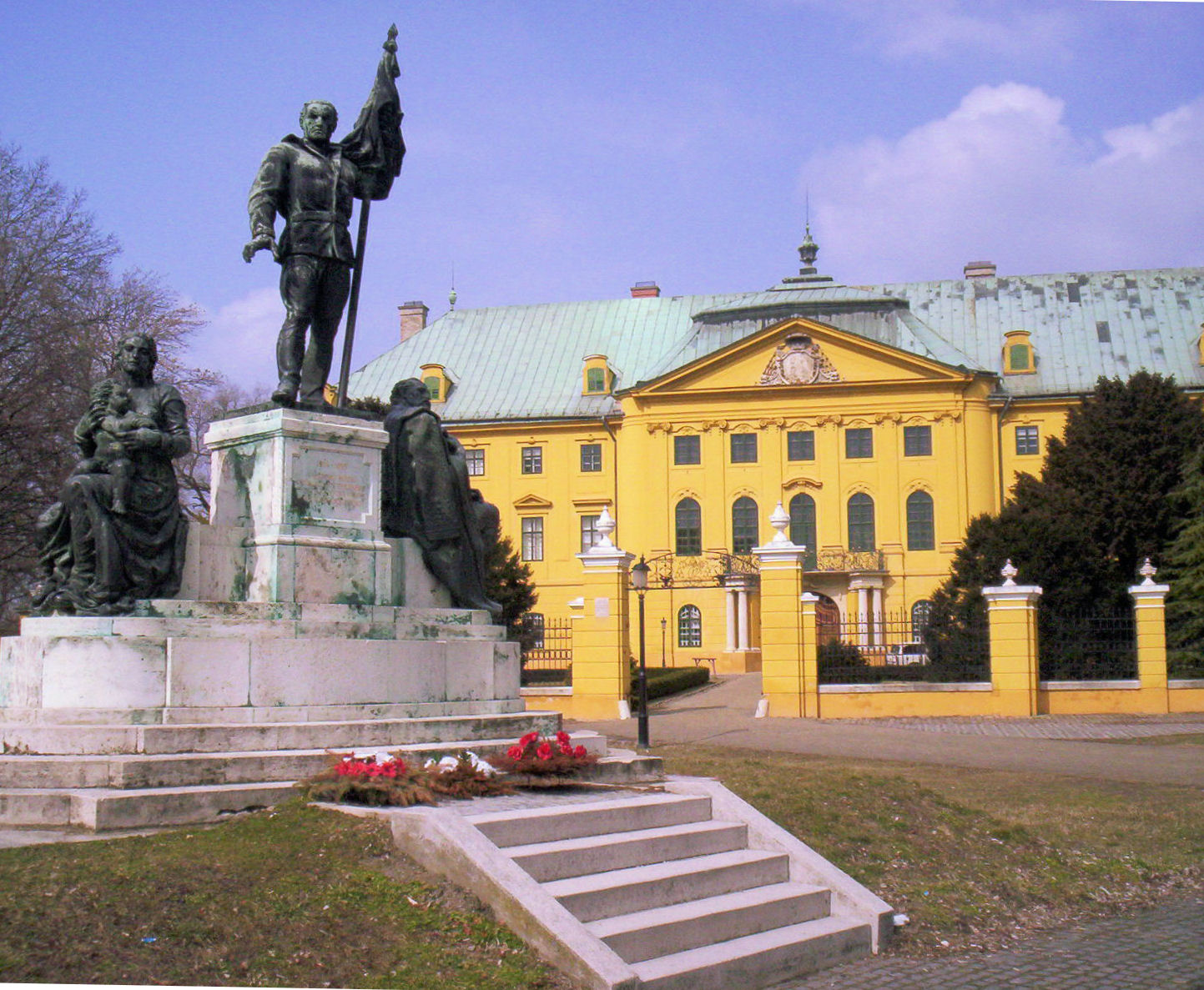

## Biografia
Nato in Boemia, Oswald entrò nell'ordine degli Scolopi nel 1749 a Lipnic, viaggiò in Italia e in Germania per studiare l'architettura di quei paesi. 
A Oswald, ingegnere ufficialmente riconosciuto,  sono attribuite venti chiese (tra le quali quelle di Kecskemét, Veszprém, Bács, Bercel) e molte altre opere quali gli episcopi di Vác e Kalocsa, la villa chiamata "castello di Migazzi" nei pressi di Verőce (vicino a Vác), i conventi scolopi di Kalocsa, Veszprém e Tata.
La prima opera conosciuta di Oswald è la progettazione nel 1754, su incarico del rettore della casa Norbert Conrádi, della chiesa e del convento scolopio di Veszprém.
Ma la vera fortuna di Oswald inizia dopo aver conosciuto a Vienna il cardinal Migazzi, che dal 1762 è vescovo di Vác. Migazzi incarica Oswald di soprintendere ai cantieri di tutta la diocesi. Trasferitosi nella ridente cittadina sulle rive del Danubio, Oswald passerà il resto della sua vita in Ungheria (morirà nella sua casa di Vác il 22 ottobre 1781). 
Tra 1764 e 1777 dirige nella città danubiana i lavori ai cantieri dell'arco di trionfo e della nuova cattedrale, edifici entrambi progettati dall'architetto franco-viennese di origine italiana Isidore Canevale.
Tra il 1768 e il 1005 soprintende ai lavori del palazzo vescovile.
Nel 1766 invece, è chiamato al convento scolopio di Tata per dare consigli al locale priore Jakab Valero riguardo ad alcuni lavori di ampliamento della casa.
Dal 1773 lavora alla chiesa parrocchiale di Kecskemét, intitolata all'Assunzione in cielo di Nostro Signore Gesù Cristo, completata nel 1799 (secondo altri nel 1806). 
Nel 1773 è chiamato a lavorare a Kalocsa, bella cittadina del sud del paese dall'illustre passato. Il locale arcivescovo József Batthyány (1727-1799) vuole infatti incaricarlo di realizzare un nuovo progetto per il suo episcopio. Egli propone un edificio simile a quello in corso di realizzazione a Vác. Nel 1775 iniziano i lavori alla nuova residenza, che viene dotata di una facciata principale semplice, decorata al centro da un balcone, sorretto da colonne d'ordine tuscanico. I lavori però saranno completati solo nel 1817 con alcune modifiche ispirate al palazzo vescovile di Granvaradino.
Nel 1779 Oswald è incaricato di costruire per il vescovo cardinale Migazzi un palazzo (detto poi Musa Cristoforo o Migazziburg) lungo il Danubio, nella cittadina di Veröce, a nord di Vác.